# EBO-Superia

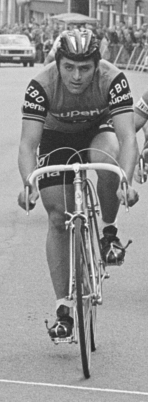
Eddy Vanhaerens beim GP Raf Jonckheere 1977

EBO-Superia oder EBO-Cinzia war ein belgisches professionelles Radsportteam, das von 1976 bis 1977 bestand.

## Geschichte
Das Team wurde 1976 unter der Leitung von Guido Reybrouck gegründet. Reybrouck fungierte auch als Sportlicher Leiter. Im ersten Jahr erzielte das Team einen Etappensieg bei der Vuelta a España sowie Platz 11 in der Gesamtwertung. Weitere Platzierungen waren Platz 2 beim Omloop van het Zuidwesten, Platz 3 bei Le Samyn, Platz 5 beim Nationale Sluitingprijs, Platz 7 bei Paris-Tours und Platz 15 bei der Flandern-Rundfahrt. 1977 konnte das Team neben den Siegen zweite Plätze bei Schaal Sels, beim GP du Tournaisis, beim Omloop van het Houtland, dritte Plätze beim Grand Prix Pino Cerami und Scheldeprijs sowie Platz 4 beim Amstel Gold Race und Platz 14 bei der Vuelta a España erreichen. Nach der Saison 1977 wurde das Team aufgelöst.
Hauptsponsor war ein belgischer Geschäftsmann, der im Lebensmittelhandel tätig war. Co-Sponsoren waren 1976 und 1977 zwei unterschiedliche Fahrradhersteller.

## Erfolge
1976
- eine Etappe Vuelta a España
- eine Etappe Valencia-Rundfahrt
- eine Etappe Giro di Sardegna
- eine Etappe Circuit Franco-Belge
- Omloop van Oost-Vlaanderen
- GP Lucien Van Impe

1977
- eine Etappe Katalonien-Rundfahrt
- Omloop van het Zuidwesten
- De Kustpijl
- eine Etappe Belgien-Rundfahrt
- eine Etappe Drei Tage von De Panne
- Gullegem Koerse
- Grote Prijs Raf Jonckheere
- Grote Prijs Briek Schotte

## Weitere Platzierungen
| Grand Tour            | 1976 |
| --------------------- | ---- |
| Vuelta a EspañaVuelta | 63   |

## Bekannte ehemalige Fahrer
- Patrick Lefevere (1976–1977)
- Ferdi Van Den Haute (1976–1977)
- Julien Stevens (1977)